# Peripsyllopsis dodoneae
Peripsyllopsis dodoneae är en insektsart som beskrevs av Burckhardt och Mifsud 1998. Peripsyllopsis dodoneae ingår i släktet Peripsyllopsis och familjen rundbladloppor. Inga underarter finns listade i Catalogue of Life.